# Camero Nuevo

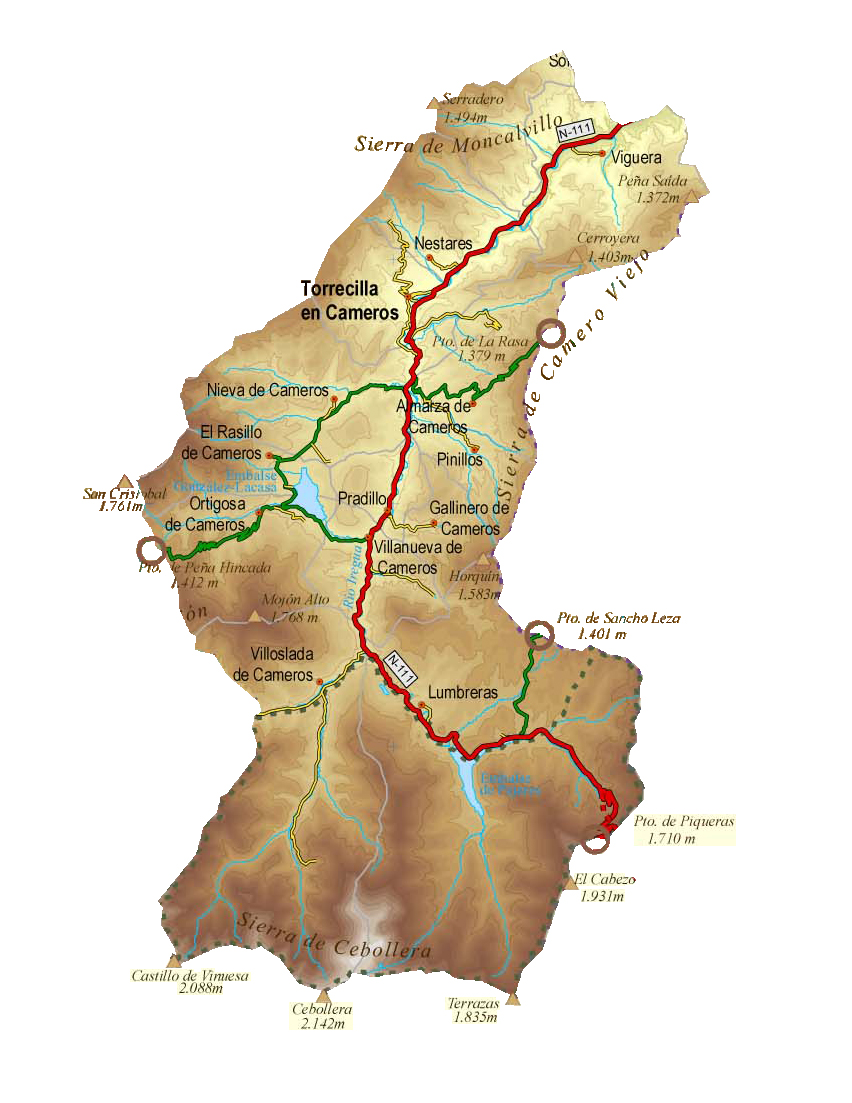
Mapa físic

Camero Nuevo és una subcomarca de la Tierra de Cameros, La Rioja, (Espanya), a la regió Rioja Mitjana, de la zona de Sierra.
Nº de municipis: 14 (contant amb Montenegro de Cameros, província de Sòria)
Superfície: 502,23 {\displaystyle Km^{2}}
Població (2007): 2.432 habitants
Densitat: 4,84 hab/{\displaystyle Km^{2}}
Latitud mitjana: 42º 12' 0" nord
Longitud mitjana: 2º 37' 53" oest
Altitud mitjana: 970,67 msnm

## Geografia
Set valls parteixen de la Serralada Ibèrica cap al nord, obrint solc en les terres de La Rioja cap a l'Ebre. Una d'aquestes set valls és la del riu Iregua, riu que raja en el vessant septentrional de la corda que uneix la Sierra Cebollera amb el Castillo de Vinuesa. A la part muntanyenca de la vall de l'Iregua està tancat el Camero Nuevo. El Camero Nuevo limita al Sud amb la província de Sòria, a l'Est amb la vall de Leza, -conca de Camero Viejo- i a l'Oest amb la vall alta del Najerilla (també anomenada comarca d'Anguiano). Pel nord acaba quan arriba a les roques de Viguera i, per tant, la comarca de Logronyo.

## Municipis
Almarza de Cameros, El Rasillo de Cameros, Gallinero de Cameros, Lumbreras, Montenegro de Cameros (província de Sòria), Nestares, Nieva de Cameros, Ortigosa de Cameros, Pinillos, Pradillo, Torrecilla en Cameros, Viguera, Villanueva de Cameros i Villoslada de Cameros.